# ریوهی کیمورا
ریوهی کیمورا (انگلیسی: Ryōhei Kimura؛ زادهٔ ۳۰ ژوئیهٔ ۱۹۸۴) صداپیشه، بازیگر، بازیگر خردسال، تهیه‌کننده تلویزیونی، مجری رادیو، و خواننده اهل ژاپن است. وی از سال ۱۹۸۷ میلادی تاکنون مشغول فعالیت بوده‌است.